# 萨塞洛
萨塞洛（義大利語：Sassello），是意大利萨沃纳省的一个市镇。总面积100.45平方公里，人口1857人，人口密度18.5人/平方公里（2009年）。ISTAT代码为009055。